# Velika Crkvina
Velika Crkvina is een plaats in de gemeente Krnjak in de Kroatische provincie Karlovac. De plaats telt 67 inwoners (2001).